# 弗吉尼亚大学骑士队
弗吉尼亚大学骑士（英語：Virginia Cavaliers）代表弗吉尼亚大学参加国家大学体育协会（NCAA）第一级别的多项体育赛事。自1953年起，弗吉尼亚大学便一直是大西洋沿岸联盟的成员。学校的代表色为橙色与海军蓝。

## 全国冠军
弗吉尼亚大学校史上夺得过27座NCAA全国冠军奖杯：
- 男子（20次）
  - 拳击（1次）：1938年（非官方）
  - 篮球（1次）：2019年
  - 袋棍球（6次）：1972年、1999年、2003年、2006年、2011年、2019年
  - 足球（7次）：1989年、1991年、1992年、1993年、1994年、2009年、2014年
  - 网球（4次）：2013年、2015年、2016年、2017年
  - 棒球（1次）：2015年
- 女子（7次）
  - 越野（2次）：1981年、1982年
  - 袋棍球（3次）：1991年、1993年、2004年
  - 赛艇（2次）：2010年、2012年

以下为未经NCAA背书的8次全国冠军：
- 男子：
  - 袋棍球（2次）[3]：1952年、1970年
  - 室内网球（5次）[4]：2008年、2009年、2010年、2011年、2013年
  - 女子：
  - 室内田径（1次）：1981年